# Геофизическое оружие
Геофизическое оружие — гипотетическое оружие, объектом воздействия которого является окружающая природная (геофизическая) среда — гидросфера, литосфера, приземные слои атмосферы, озоносфера, магнитосфера, ионосфера, околоземное космическое пространство. Доказательства существования такого оружия в настоящее время отсутствуют.

## Общая характеристика
Идея геофизического оружия заключается в том, чтобы создать механизм искусственного вызывания и нацеливания на определённые районы разрушительных природных катаклизмов. Среди таких природных катаклизмов называются:
- землетрясения, тектонические подвижки и разломы, извержения вулканов и вызванные ими вторичные катастрофы (например, цунами). Геофизическое оружие, нацеленное на использование в качестве поражающего фактора эти катаклизмы, обычно именуют «тектоническим оружием»;
- атмосферные катастрофы (торнадо, тайфуны, смерчи, ливни), а также общее состояние климата на определённой территории (засухи, заморозки, эрозия). Оружие, которое могло бы вызвать их, часто называют «климатическим оружием»;
- разрушение озонового слоя над отдельными территориями (создание «озоновых дыр»), с целью «выжигания» и облучения естественной радиацией Солнца (озонное оружие);
- воздействие на водные ресурсы (наводнения, цунами, штормы, сели, снежные лавины).
- экологическое оружие (биосферное)

Считается, что возможность скрытного применения геофизического оружия невелика, так как многие страны, в том числе США, Россия, Германия, Франция, Великобритания и Япония имеют разнообразные системы мониторинга окружающей среды.

## Существование
В настоящий момент не существует ни официальных подтверждений, ни достоверных документальных или иных материальных доказательств существования геофизического оружия или его разработки в тех или иных государствах. Периодически появляющиеся сообщения о его разработке и даже применении, в основном, исходят от бульварной прессы и не сопровождаются доказательствами. Возможность использования в качестве геофизического оружия достоверно известных технологий воздействия на погоду сомнительна.